# ريك فولي
ريك فولي هو لاعب هوكي الجليد كندي، ولد في 22 سبتمبر 1945 في نياجارا فولز في كندا، وتوفي في 29 سبتمبر 2015.

## وصلات خارجية
- ريك فولي على موقع دوري الهوكي الوطني (الإنجليزية)
- ريك فولي على موقع قاعة مشاهير الهوكي (لاعب أن.إتش.أل) (الإنجليزية)
- ريك فولي على موقع EliteProspects.com (الإنجليزية)
- ريك فولي على موقع HockeyDB.com (الإنجليزية)
- ريك فولي على موقع Hockey-Reference.com (الإنجليزية)